# 청탁 원스트라이크 아웃제
청탁 원스트라이크 아웃제는 특정 공무원의 청탁 비리가 드러날 경우, 공무원 직위를 바로 해제하는 제도이다. 2009년 2월부터 서울시가 첫 시행했으며, 해당 제도로 인해 직위해제를 당한 공무원은 2010년 6월까지 총 25명이다. 2010년 7월 19일 서울시는 해당 제도의 범위를 민간업체까지 포함하기로 결정하였다.

## 배경
2008년도 16개 광역자치단체 청념도 순위에서 1위를 차지하였던 서울시는 2009년에 9위로 떨어졌다. 그 이유를 자체적으로 분석해보니 인사, 이권 관련 부분에서 각종 청탁압력이 있기 때문인 걸로 드러났다. 해당 제도의 탄생은 이러한 배경과 연관이 있다.

## 시행
서울시는 외부 압력으로 인해 인사·사업 청탁을 한 공무원에 대해 승진 배제, 견책과 같은 불이익을 준다. 또한 서울시는 청탁과 연관이 있는 민간업체를 계약대상에서 제외한다.